# Rustum Ghazaleh
Pour les articles homonymes, voir Ghazali (homonymie).
Rustom Ghazaleh (رستم غزالة, également traduit de l'arabe comme Rostom Ghazale, Rustom Ghazalah ou encore Rustom Ghazali), né le 3 mai 1953, mort le 24 avril 2015, est un militaire et officier de renseignement syrien.

## Biographie
Ghazaleh est né dans une famille sunnite dans un village dans la province de Deraa, le 3 mai 1953,. Il rejoint l'armée arabe syrienne comme premier lieutenant et commandant de peloton d'une infanterie mécanisée (BMP-1) en 1973, juste au commencement de la guerre du Kippour, mais n'est pas envoyé en premières lignes. Il suit ensuite des formations à l'artillerie et au renseignement militaire délivrées par l'Union soviétique. Il est un observateur d'artillerie et commandant d'une brigade mécanisée durant la guerre civile libanaise.
Il est nommé par le Président syrien Bachar el-Assad à la tête du renseignement militaire syrien au Liban en décembre 2002, en remplacement de Ghazi Kanaan,. Au cours de cette période il voyage fréquemment jusqu'à la vallée de la Bekaa, où il a une résidence et son quartier général à Anjar, et a été accusé d'être impliqué dans un trafic de drogue et des activités de contrebande.
Début 2005, l'assassinat de Rafik Hariri conduit à une forte pression internationale sur la Syrie. Les avoirs à l'étranger de Ghazale et Kanaan sont gelés à la demande des États-Unis pour leur rôle dans l'occupation du Liban et d'autres crimes. En septembre de la même année, Ghazaleh est interrogé par Detlev Mehlis, qui a été chargé par les Nations unies d'enquêter sur l'assassinat d'Hariri. En décembre 2005, l'ancien vice-président syrien Abdel Halim Khaddam accuse Ghazaleh de corruption, d'être partisan d'une dictature au Liban et d'avoir menacé Hariri avant sa mort.
Le 24 juillet 2012 Ghazali est nommé chef de la sécurité politique,.

## Décès
En 2015, Rustum Ghazaleh est tabassé à mort après avoir dénoncé l'emprise croissante de la hiérarchie militaire iranienne,.